# Plectris sparsecrinita
Plectris sparsecrinita är en skalbaggsart som beskrevs av Frey 1976. Plectris sparsecrinita ingår i släktet Plectris och familjen Melolonthidae. Inga underarter finns listade i Catalogue of Life.